# Tilletia savilei
Tilletia savilei är en svampart som beskrevs av Gandhe & Vánky 1993. Tilletia savilei ingår i släktet Tilletia och familjen Tilletiaceae.   Inga underarter finns listade i Catalogue of Life.